# ビクター・モーゼス
ビクター・モーゼス（Victor Moses, 1990年12月12日 - ）は、ナイジェリア・カドゥナ州カドゥナ出身のサッカー選手。元ナイジェリア代表。ポジションはフォワード、ミッドフィールダー、ディフェンダー。

## 経歴

### 生い立ち
ナイジェリアで生まれ育ったが、11歳の時に両親を殺人事件で失いナイジェリアからイングランドに移住した。

### クラブ
高校時代にクリスタル・パレスのスカウトの目にとまり、2004年からユースチームに所属した。2007年にトップデビューを飾って以降リーグ戦40試合に出場しており、アーセナル、リヴァプール、バルセロナ、トッテナム・ホットスパー、エヴァートンなどからの関心が伝えられていた。
2010年2月1日、ウィガン・アスレティックに移籍することが決まった。移籍金250万ポンドで契約期間は3年半。2月6日のサンダーランド戦でデビューを果たした。5月3日のハル・シティAFC戦で初ゴールを記録した。
2012年8月、チェルシーFCに移籍が決定。9月15日のクイーンズ・パーク・レンジャーズFC戦でデビューを果たした。11月3日のスウォンジ・シティAFC戦にてチェルシーでのリーグ戦初ゴールを記録した。
2013-14シーズンよりリヴァプールFCへレンタル移籍。
2014-15シーズンよりストーク・シティFCへレンタル移籍。
2014-15シーズン終了後に一度はチェルシーFCへ復帰するも、2015年9月1日にウェストハム・ユナイテッドFCに1年間のレンタルで移籍した。
3シーズン連続のローン移籍でのたらいまわし状態により、放出候補とみられていたが、チェルシー再建を任されたアントニオ・コンテ監督にプレシーズンマッチでのプレーが評価され、2016-17シーズンはチームに残留した。シーズンの序盤は、主にサブメンバーだったが、コンテ監督が3バックを導入したハル・シティ戦からは、「3-4-3」の右ウィングバックとして起用された。ウィングバックでは豊富な運動量により攻守にわたり躍動し、コンテ監督から絶対的な信頼を得、チームのキーマンとしてレギュラーの座を確保した。
2019年1月25日、フェネルバフチェSKに2019-20シーズン終了までのレンタルで移籍した。
2020年1月23日、インテルナツィオナーレ・ミラノに買取オプション付のレンタルで移籍した。背番号は11番。
2020年10月15日、FCスパルタク・モスクワに買取オプション付のレンタルで移籍。2021年7月に所属元のチェルシーとの契約満了を伴い、完全移籍が決定した。

### 代表
2005年にイングランドU-16代表で初めて代表に呼ばれた。U-17代表では、UEFA U-17欧州選手権2007に出場し3ゴールを挙げトニ・クロースと共に得点王となりチームを準優勝に導いた。FIFA U-17ワールドカップでもチームトップの3ゴールを決めたが、ブラジル代表戦で負傷しその後は欠場。チームは準々決勝でドイツ代表に敗れた。U-19代表ではUEFA U-19欧州選手権2008に出場したがゴールを挙げることなくチームはグループステージ敗退となった。
イングランド代表として着実にキャリアを上げていったが、A代表では故郷であったナイジェリア代表を選択した。2012年2月29日のアフリカネイションズカップ2013予選、ルワンダ戦でナイジェリア代表デビューした。同年10月12日のアフリカネイションズカップ2013予選、リベリア戦で代表初得点を含む2得点を挙げた。アフリカネイションズカップ2013では初戦を除く5試合でスタメン出場、エチオピア戦で決勝ゴールを含む2ゴール (いずれもPK) を挙げるなど、チームの優勝に貢献した。
2018 FIFAワールドカップの最終メンバーに選ばれ、グループステージ3試合すべての試合にフル出場。3試合目のアルゼンチン戦では、PKによる得点を決めた。ワールドカップ終了後の2018年8月15日、自身のツイッターにてナイジェリア代表引退を発表した。

## 個人成績

### クラブでの成績
2019年5月20日現在 出典：soccerway.com
| クラブ                  | シーズン | リーグ戦           | リーグ戦 | リーグ戦 | カップ戦 | カップ戦 | リーグ杯 | リーグ杯 | UCL  | UCL  | UEL  | UEL  | その他 | その他 | 合計 | 合計 |
| クラブ                  | シーズン | リーグ             | 試合     | 得点     | 試合     | 得点     | 試合     | 得点     | 出場 | 得点 | 試合 | 得点 | 試合   | 得点   | 試合 | 得点 |
| ----------------------- | -------- | ------------------ | -------- | -------- | -------- | -------- | -------- | -------- | ---- | ---- | ---- | ---- | ------ | ------ | ---- | ---- |
| クリスタル・パレス      | 2007-08  | チャンピオンシップ | 13       | 3        | 1        | 0        | 0        | 0        | -    | -    | -    | -    | 2      | 0      | 16   | 3    |
| クリスタル・パレス      | 2008-09  | チャンピオンシップ | 27       | 2        | 3        | 0        | 2        | 0        | -    | -    | -    | -    | -      | -      | 21   | 6    |
| クリスタル・パレス      | 2009-10  | チャンピオンシップ | 18       | 6        | 1        | 0        | 2        | 0        | -    | -    | -    | -    | -      | -      | 21   | 6    |
| クリスタル・パレス      | 合計     | 合計               | 58       | 11       | 5        | 0        | 4        | 0        | -    | -    | -    | -    | 2      | 0      | 69   | 11   |
| ウィガン                | 2009-10  | プレミアリーグ     | 14       | 1        | 0        | 0        | 0        | 0        | -    | -    | -    | -    | -      | -      | 14   | 1    |
| ウィガン                | 2010-11  | プレミアリーグ     | 21       | 1        | 2        | 0        | 3        | 1        | -    | -    | -    | -    | -      | -      | 26   | 2    |
| ウィガン                | 2011-12  | プレミアリーグ     | 38       | 6        | 1        | 0        | 0        | 0        | -    | -    | -    | -    | -      | -      | 39   | 6    |
| ウィガン                | 2012-13  | プレミアリーグ     | 1        | 0        | 0        | 0        | 0        | 0        | -    | -    | -    | -    | -      | -      | 1    | 0    |
| ウィガン                | 合計     | 合計               | 74       | 8        | 3        | 0        | 3        | 1        | -    | -    | -    | -    | -      | -      | 80   | 9    |
| チェルシー              | 2012-13  | プレミアリーグ     | 23       | 1        | 5        | 2        | 3        | 2        | 4    | 1    | 6    | 4    | 2      | 0      | 43   | 10   |
| チェルシー              | 2015-16  | プレミアリーグ     | 0        | 0        | 0        | 0        | 0        | 0        | 0    | 0    | -    | -    | 1      | 0      | 1    | 0    |
| チェルシー              | 2016-17  | プレミアリーグ     | 34       | 3        | 4        | 0        | 2        | 1        | -    | -    | -    | -    | 0      | 0      | 40   | 4    |
| チェルシー              | 2017-18  | プレミアリーグ     | 28       | 3        | 3        | 0        | 2        | 0        | 4    | 0    | -    | -    | 1      | 1      | 38   | 4    |
| チェルシー              | 2018-19  | プレミアリーグ     | 2        | 0        | 0        | 0        | 1        | 0        | -    | -    | 2    | 0    | 1      | 0      | 6    | 0    |
| チェルシー              | 合計     | 合計               | 87       | 7        | 12       | 2        | 8        | 3        | 8    | 1    | 8    | 4    | 5      | 2      | 128  | 18   |
| リヴァプール(loan)      | 2013-14  | プレミアリーグ     | 19       | 1        | 2        | 1        | 1        | 0        | -    | -    | -    | -    | -      | -      | 22   | 2    |
| ストーク(loan)          | 2014-15  | プレミアリーグ     | 19       | 3        | 2        | 1        | 2        | 0        | -    | -    | -    | -    | -      | -      | 23   | 4    |
| ウェストハム(loan)      | 2015-16  | プレミアリーグ     | 21       | 1        | 4        | 1        | 1        | 0        | -    | -    | -    | -    | -      | -      | 26   | 2    |
| フェネルバフチェ (loan) | 2018-19  | スュペル・リグ     | 14       | 4        | -        | -        | -        | -        | -    | -    | 2    | 0    | -      | -      | 16   | 4    |
| 合計                    | 合計     | 合計               | 292      | 35       | 28       | 5        | 19       | 4        | 8    | 1    | 10   | 4    | 7      | 1      | 364  | 50   |

1. ↑  予選、プレーオフも含む。
2. ↑  予選、プレーオフも含む。

## 代表歴

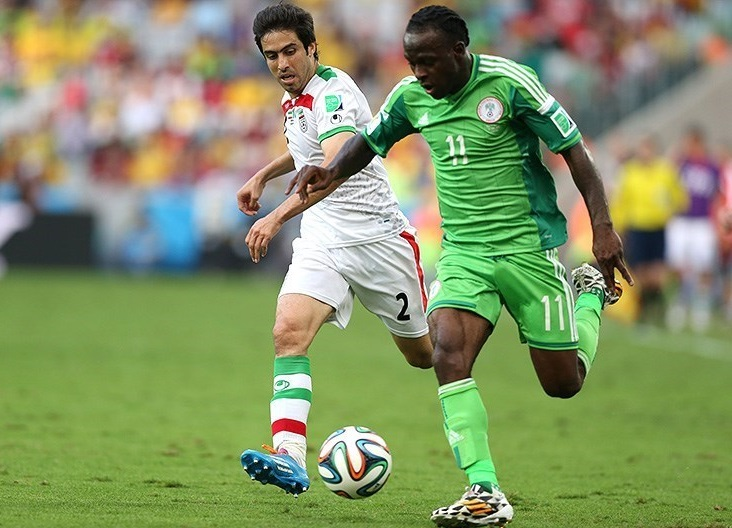
ナイジェリア代表でプレーするモーゼス（写真右、2014 FIFAワールドカップイラン戦）

### 出場大会
- ナイジェリア代表
  - 2014 FIFAワールドカップ
  - 2018 FIFAワールドカップ

### 試合数
- 国際Aマッチ 38試合 12得点（2012年-2018年）[14]

| ナイジェリア代表 | 国際Aマッチ | 国際Aマッチ |
| 年               | 出場        | 得点        |
| ---------------- | ----------- | ----------- |
| 2012             | 6           | 2           |
| 2013             | 12          | 4           |
| 2014             | 6           | 1           |
| 2015             | 0           | 0           |
| 2016             | 4           | 2           |
| 2017             | 3           | 1           |
| 2018             | 7           | 2           |
| 通算             | 38          | 12          |

### 得点
| #   | 日時           | 会場                                               | 対戦相手       | スコア | 最終結果 | 大会                                     |
| --- | -------------- | -------------------------------------------------- | -------------- | ------ | -------- | ---------------------------------------- |
| 1.  | 2012年10月13日 | U. J. エスエネ・スタジアム（キャラバー）           | リベリア       | 3–0    | ○6–1     | アフリカネイションズカップ2013予選       |
| 2.  | 2012年10月13日 | U. J. エスエネ・スタジアム（キャラバー）           | リベリア       | 6–1    | ○6–1     | アフリカネイションズカップ2013予選       |
| 3.  | 2013年1月29日  | ロイヤル・バフォケン・スタジアム（ルステンブルク） | エチオピア     | 1–0    | ○2–0     | アフリカネイションズカップ2013           |
| 4.  | 2013年1月29日  | ロイヤル・バフォケン・スタジアム（ルステンブルク） | エチオピア     | 2–0    | ○2–0     | アフリカネイションズカップ2013           |
| 5.  | 2013年9月7日   | U. J. エスエネ・スタジアム（キャラバー）           | マラウイ       | 2–0    | ○2–0     | 2014 FIFAワールドカップ・アフリカ2次予選 |
| 6.  | 2013年11月16日 | U. J. エスエネ・スタジアム（キャラバー）           | エチオピア     | 1–0    | ○2–0     | 2014 FIFAワールドカップ・アフリカ3次予選 |
| 7.  | 2014年6月7日   | エバーバンク・フィールド（ジャクソンビル）         | アメリカ合衆国 | 1–2    | ●1–2     | 親善試合                                 |
| 8.  | 2016年11月12日 | ゴッズウィル・アクパビオ・国際スタジアム（ウヨ）   | アルジェリア   | 1–0    | ○3–1     | 2018 FIFAワールドカップ予選              |
| 9.  | 2016年11月12日 | ゴッズウィル・アクパビオ・国際スタジアム（ウヨ）   | アルジェリア   | 3–1    | ○3–1     | 2018 FIFAワールドカップ予選              |
| 10. | 2017年9月1日   | ゴッズウィル・アクパビオ・国際スタジアム（ウヨ）   | カメルーン     | 3–0    | ○4–0     | 2018 FIFAワールドカップ予選              |
| 11. | 2018年3月23日  | ヴロツワフ市立競技場（ヴロツワフ）                 | ポーランド     | 1–0    | ○1–0     | 親善試合                                 |
| 12. | 2018年9月1日   | ガスプロム・アリーナ（サンクトペテルブルク）       | アルゼンチン   | 1–1    | ●1–2     | 2018 FIFAワールドカップ                  |

1. ↑  勝(○)、分(▲)、敗(●)

## タイトル

### クラブ
チェルシーFC
- UEFAヨーロッパリーグ：1回 (2012-13)
- プレミアリーグ：1回（2016-17）
- FAカップ：1回（2017-18）

### 代表
- アフリカネイションズカップ: 2013

### 個人
- UEFA U-17欧州選手権得点王：1回 (2007)
- アフリカネイションズカップフェアプレー選手賞：1回 (2013)
- プレミアリーグ月間最優秀選手（ファン投票）：2016年11月[15]